# DN2G
DN2G este un drum național din România, care leagă Bacăul de Comănești, trecând prin Moinești.
Drumul a fost reabilitat cu un covor asfaltic peste dalele de beton vechi în anul 2017-2018 pe segmentul Comanesti-Ghimes